# Kościół Wniebowzięcia Najświętszej Maryi Panny w Dźwierznie
Kościół Wniebowzięcia Najświętszej Maryi Panny w Dźwierznie – rzymskokatolicki kościół parafialny należący do parafii pod tym samym wezwaniem (dekanat Chełmża diecezji toruńskiej).
Jest to świątynia wybudowana w stylu gotyckim około 1300 roku, następnie została przebudowana w XVII wieku (kruchta i wnętrze). W 1864 roku została dostawiona wieża. Budowla została wzniesiona z kamienia (jedynie szczyty i wieża wybudowano z cegły). Kościół składa się z jednej nawy, z prezbiterium zamkniętym ścianą prostą.
Wyposażenie wnętrza reprezentuje styl barokowy i powstało w XVIII wieku, renesansowy nagrobek Rafała Konopackiego pochodzi z 1589 roku.